# Rudolf Toussaint
Rudolf Toussaint (2. května 1891, Egglkofen – 1. července 1968, Mnichov) byl německý generál, velitel jednotek Wehrmachtu bojujících v Praze při jejím osvobozování. Dne 8. května 1945 v 16.00 Toussaint před Českou národní radou, v čele s Albertem Pražákem, podepsal kapitulační protokol o stažení Němců z Prahy a ponechání těžkých zbraní v Praze.

## Mládí a první světová válka
Rudolf Toussaint se narodil 2. května roku 1891 ve městečku Egglkofen v Horním Bavorsku jako syn železničního úředníka. V polovině září roku 1911 se rozhodl vstoupit do královské bavorské armády, kde byl jako kadet 18. bavorského pěšího pluku (18. Bayerisches Infanterie-Regiment „Prinz Ludwig Ferdinand“) zařazen do důstojnického výcviku. Následně byl odvelen do Mnichova, kde absolvoval zdejší válečnou školu a ke konci října roku 1913 mu byla udělena hodnost poručíka (Leutnant).
V době vypuknutí první světové války zastával mladý poručík Toussaint funkci velitele čety u 10. roty jeho pluku s nímž byl odvelen na západní frontu v rámci 3. bavorské divize pod velením generálporučíka Otto von Breitkopfa. Začátkem srpna byl jmenován do funkce pobočníka velitele II. praporu pluku.
K počátku dubna roku 1915 byl Toussaint převelen k 4. bavorskému pěšímu pluku Landwehru (Bayerisches Landwehr-Infanterie-Regiment Nr. 4), kde dostal rozkaz velet mobilní kulometné četě. S četou se až do konce května účastnil bojů jižně od městečka Dieuze v severovýchodním Lotrinsku. Po těchto bojích byl jmenován do funkce velitele kulometné roty pluku.
Později na podzim roku 1916 byl, pro své zkušenosti s automatickými palnými zbraněmi, jmenován velitelem výcviku kulometných družstev pěchoty. K 17. lednu následujícího roku byl Toussaint povýšen do hodnosti nadporučíka (Oberleutnant).
V této funkci vydržel Toussaint až do března roku 1918, kdy byl převelen ke štábu 6. pěší brigády jako důstojník zodpovědný za kulometná družstva. Zde však setrval pouze do září téhož roku, kdy byl převelen ke 10. bavorskému pěšímu pluku (10. Königlich Bayerisches Infanterie-Regiment „König Ludwig“), kde působil jako zástupce velitele III. praporu pluku. Ke konci války byl Toussaint jmenován ještě do funkce pobočníka velitele 10. pěšího pluku.
Během služby v první světové válce si Toussaint vysloužil oba stupně železného kříže, bavorský vojenský záslužný řád IV. třídy s meči a byl jednou raněn.

## Meziválečné období
Po válce zůstal Toussaint v armádě a nejprve byl převelen do topografického oddělení.

## Druhá světová válka
Dne 8. května 1945 se jako německý generál pěchoty – velitel jednotek Wehrmachtu v Praze dostavil do sídla České národní rady v Bartolomějské ulici a v 16:00 podepsal Protokol o provedení formy kapitulace německých branných sil. (Den předtím kapituloval Jodl, a den poté i velitel jednotek Waffen-SS na území Protektorátu Čechy a Morava von Pückler).

## Po válce
Po podepsání kapitulace byl zajat a odsouzen k doživotnímu žaláři (mimo jiné za vraždy civilistů při Pražském povstání). Ve věznici Leopoldov byli jeho spoluvězni Karel Kutlvašr a Josef Smrkovský, jeho protivníci a signatáři dohody o vojenské kapitulaci.
Ve vězení podepsal Rudolf Toussaint spolupráci s StB, která mu poté umožnila ve vězení malovat obrazy. V roce 1961 byl z vězení předčasně propuštěn a odjel do Německa, kde v roce 1968 zemřel.

## Povýšení a vyznamenání

### Data povýšení
- Fahnenjunker – 21. září, 1911
- Leutnant – 25. říjen, 1913
- Oberleutnant – 17. leden, 1917
- Hauptmann – 1. únor, 1923
- Major – 1. duben, 1933
- Oberstleutnant – 1. prosinec, 1935
- Oberst – 1. duben, 1938
- Generalmajor – 1. říjen, 1941
- Generalleutnant – 1. říjen, 1942
- General der Infanterie – 1. září, 1943

### Vyznamenání
- Německý kříž ve stříbře
- Pruský železný kříž I. třídy (První světová válka)
- Pruský železný kříž II. třídy (První světová válka)
- Válečný záslužný kříž I. třídy s meči
- Válečný záslužný kříž II. třídy s meči
- Spona k pruskému železnému kříži I. třídy
- Spona k pruskému železnému kříži II. třídy
- Královská bavorská medaile prince Regenta Luitpolda (První světová válka)
- Královský bavorský záslužný řád IV. třídy s meči (První světová válka)
- Odznak za zranění v černém (První světová válka)
- Kříž cti
- Sudetská pamětní medaile se sponou Pražský hrad
- Řád Sv. Alexandra [7], IV. třída (Bulharsko)
- Řád rumunské hvězdy [8], III. třída (Rumunsko)
- |  |  |  Služební vyznamenání Wehrmachtu od IV. do I. třídy